# Nebojša Golić
Nebojša Golić (serbisch-kyrillisch Небојша Голић; * 23. Januar 1977 in Banja Luka, SFR Jugoslawien) ist ein ehemaliger bosnisch-serbischer Handballspieler, der zuletzt beim bosnischen Erstligisten RK Bosna Sarajevo unter Vertrag stand. Dort wurde er auf der Position Rückraum Mitte eingesetzt.
Von der Saison 2001/02 bis zur Saison 2006/07 spielte er als Handballprofi beim deutschen Bundesligisten HSG Wetzlar. Der Spielmacher erzielte in dieser Zeit 856 Treffern in 161 Bundesligapartien für Wetzlar, bevor er 2007 aus gesundheitlichen Gründen seine Bundesligakarriere beenden musste. Über eine kurze Zwischenstation bei seinem Heimatclub RK Borac Banja Luka wechselte er dann zu RK Bosna Sarajevo.
Vor seiner Verpflichtung bei der HSG Wetzlar spielte er, außer für RK Borac Banja Luka, noch für den RK Sintelon. Er ist 48-facher bosnischer Nationalspieler (Stand: 20. Januar 2007) und nahm mit der Serbisch-montenegrinischen Nationalmannschaft an den Olympischen Spielen 2000 teil, für die er 66 Länderspiele bestritt.
Seit 2013 ist er Vorstandsmitglied bei Borac Banja Luka.